# همگون‌سازی فرهنگی
همسان‌سازی فرهنگی یا همگون‌سازی فرهنگی (به فرانسوی: Assimilation culturelle) که آسیمیلاسیون هم نامیده می‌شود فرایندی است که در آن یک گروه یا فرهنگ اقلیت همانند یک گروه یا فرهنگ غالب می‌شود یا ارزش‌ها و رفتارها و عقاید گروه دیگر را می‌پذیرد.

## تعریف
همسان‌سازی فرهنگی در لغت به معنای متشابه‌سازی است و در علوم انسانی پروسه‌ای است که موجب دگرگون شدن افراد یا گروه‌هایی از میراث قومی متفاوت در فرهنگ حاکم جامعه می‌شود. همگون‌سازی در واقع شدیدترین حالت فرهنگ‌پذیری است؛ و اکتساب ویژگی‌های فرهنگ حاکم را تا حدی که گروه همگون شده غیرقابل تشخیص از دیگر اعضای جامعه شوند، شامل می‌شود. با اینکه همگون‌سازی ممکن است از طریق اِعمال زور یا داوطلبانه انجام گیرد، به ندرت موجب جایگزینی کامل فرهنگ قومی و نژادی حاکم می‌شود. به شخصی که همگون‌سازی فرهنگی شده باشد، آسیمیله یا همگون‌شده می‌گویند.
در فرایند فرهنگ‌پذیری، تغییر هدف‌دار زمانی اتفاق می‌افتد که یک گروه، سلطه بر دیگری را از طریق اشغال نظامی یا کنترل سیاسی برقرار می‌کند. فرایندهایی که در اثر تغییر هدف‌دار اتفاق می‌افتند عبارتند از آسیمیلاسیون اجباری، یعنی جایگزینی کامل یک فرهنگ توسط دیگری، و مقاومت در برابر فرهنگ حاکم. از آنجایی که تغییر هدف‌دار بر اعضای فرهنگِ میزبان تحمیل شده‌است، کمتر احتمال دارد که اثرات آن در دراز مدت حفظ شود.

## نمونه‌ها
در طول تاریخ اشکال مختلفی از همگون‌سازی فرهنگی وجود داشته‌است، شامل همگون سازی داوطلبانه و غیرارادی.

### همگون‌سازی ساکنان بومی
در سرزمین‌های استعمار شده توسط اروپاییان غالباً تلاش‌های عمده‌ای توسط ایشان برای همگون‌سازی ساکنان اولیه آن مناطق صورت گرفت.

#### آمریکا
زمانی که ساکنان بومی آمریکا، یعنی سرخپوستان، برای نخستین بار با اروپاییان سفیدپوست برخورد کردند، با سه گزینه از سوی آنها روبرو شدند: همگون شدن، تغییر مکان، یا مورد نسل‌کشی قرار گرفتن. اولین گزینه به معنای همگون شدن در فرهنگ حاکم، شهرنشینی، رها کردن سنت‌های قبیله‌ای و جذب شدن در جامعهٔ اروپایی بود. آموزش یا در واقع بازآموزی فرزندان بومیان ابزاری برای همگون‌سازی بود که در قالب مدارس شبانه‌روزی اجرا می‌شد.
در اواخر ۱۸۰۰ میلادی، ساکنان بومی آمریکا در حال شکست خوردن از دولت آمریکا بودند، به ویژه پس از آنکه جنگ داخلی، دست نیروها را برای گشت‌زنی در جبههٔ غربی ایالات متحده باز گذاشت. با این حال هنوز «مشکل بومیان» وجود داشت. آنان وحشیانی خوانده می‌شدند که ساکن زمین‌های کشاورزان متمدن‌اند. در دههٔ ۱۸۶۰، دولت به منظور همگون سازی بومیان ۴۸ مدرسهٔ روزانه را در نزدیکی سکونت‌گاه‌های آنان احداث کرد؛ ولی دولت نتوانست از این طرح به هدف خود برسد، چرا که والدین دانش‌آموزان قادر به تعلیم زبان و فرهنگ قومی به فرزندانشان بودند. در دههٔ ۱۸۷۰، دولت طرح جدیدی را امتحان کرد: مدارس شبانه‌روزی. برنامه این بود که دانش‌آموزان سراسرِ هفته را در مدارسِ شبانه‌روزی، دورتر از محلِ سکونتشان سپری کنند؛ ولی این طرح نیز جواب نداد؛ چرا که مدتی بعد خانواده‌های بومیان به نزدیکی مدارس نقل مکان کردند.

#### کانادا
در طول قرن نوزدهم و بیستم و حتی تا سال ۱۹۹۶ میلادی زمانی که آخرین مدرسه شبانه‌روزی بسته شد، دولت کانادا به کلیسای مسیحی کمک می‌کرد که برنامه ای برای همگون سازی اجباری بومیان کاندا را به اجرا دربیاورد.
دولت قدرت خود را از طریق معاهدات و استفاده از زور در سرزمین‌های بومی تثبیت کرد و سرانجام بیشتر جوامع بومیان را منزوی کرد. مراسم ازدواج و مراسم معنوی ممنوع شد و رهبران معنوی زندانی شدند. علاوه بر این، دولت کانادا یک سامانه گسترده از مدرسه‌های شبانه‌روزی را برای فرزندان بومیان ایجاد کرد. فرزندان بومی از خانواده‌هایشان جدا شدند و دیگر مجاز به ابراز فرهنگ خود در این مدارس جدید نبودند. موارد بسیاری وجود داشته‌است که در آن‌ها سوءاستفاده خشونت‌آمیز یا جنسی توسط کلیسای مسیحی صورت گرفته‌است. کمیسیون حقیقت و آشتی کانادا نتیجه گرفت که این تلاش نوعی نسل‌کشی فرهنگی بوده‌است.

### همگونسازی مهاجران
همگونسازی فرهنگی در جوامع میزبان مهاجران مشاهده می‌شود. دانشمندان علوم اجتماعی برای ارزیابی همگونسازی فرهنگی مهاجران به چهار معیار اصلی متکی هستند: وضعیت اجتماعی-اقتصادی، پراکندگی جغرافیایی، دستیابی به زبان دوم و ازدواج میانفرهنگی.

### آمریکا
بین سالهای ۱۸۸۰ و ۱۹۲۰، ایالات متحده تقریباً ۲۴ میلیون مهاجر را پذیرا شده‌است. از این نظر یک جامعه مهاجرپذیر محسوب می‌گردد. همگون سازی فرهنگی در جامعه‌شناسی آمریکایی معانی مختلفی داشته‌است. هنری پرات پریچیلد همگون سازی فرهنگی آمریکا را با آمریکایی شدن یا نظریه بوته ذوب مرتبط می‌داند. برخی از محققان نیز معتقد بودند که در آمریکا همگون‌سازی فرهنگی با فرهنگ‌پذیری مترادف بوده‌است.